# Omar la fraise
Pour plus de détails, voir Fiche technique et Distribution.
Omar la fraise est une comédie dramatique franco-algérienne réalisé par Élias Belkeddar et sorti en 2023. Il s'agit de son premier long métrage. Le film met en scène deux personnages du banditisme qui prennent leurs distances avec la France et doivent s'adapter à leur nouveau milieu sous le soleil ardent de l’Algérie,.
Il est présenté au festival de Cannes 2023. Le film est ensuite sorti en même temps en France et en Algérie en mai 2023.

## Synopsis
Omar « la fraise », un bandit à l’ancienne, est contraint de vivre en cavale en Algérie, où il mène des activités illégales en compagnie de son fidèle acolyte Roger. Après avoir dominé le monde criminel français pendant des décennies, ils doivent ensemble s’adapter à leur nouvelle vie, alors qu’ils n’ont connu que la dépravation et la violence.

## Fiche technique
Sauf indication contraire, les informations mentionnées dans cette section peuvent être confirmées par la base de données cinématographiques Unifrance,  présente dans la section « Liens externes ».
- Réalisateur : Élias Belkeddar
- Scénaristes : Élias Belkeddar, Thomas Bidegain et Jérôme Pierrat
- Musique : Sofiane Saidi
- Production : Yacine Medkour, Lyna Zerrouki, Salem Brahimi.

- Société de production : Iconoclast Films, Chi-Fou-Mi Productions, 2 Horloges Production
- Budget : 6,3 millions d'euros
- Pays de production :  France,  Algérie
- Genre : comédie dramatique
- Durée : 100 minutes
- Dates de sortie :
  - France : 19 mai 2023 (Festival de Cannes 2023) ; 24 mai 2023 (sortie nationale)

## Distribution
- Reda Kateb : Omar Zerrouki dit « la fraise »
- Benoît Magimel : Roger Lhermitte
- Meriem Amiar : Zohra / Samia
- Haroun Attala[4]
- Amani Bentarki[5]

## Production
Le tournage a lieu en Algérie, principalement à Alger, son port, sa rade, la ville en surplomb, il y inclut notamment, la cité des 200 colonnes (construite par Fernand Pouillon en 1957) de Climat de France banlieue défavorisée en déshérence, en contraste avec la villa somptueuse (ex villa Florentine construite dans les années 1930) habitée par les principaux protagonistes.
Rare dans un film, une incursion dans une ville du Sahara algérien à Ouargla fait assister à une course de dromadaires que l'on a souvent mis en avant dans les Émirats du moyen orient[réf. nécessaire].

## Accueil

### Accueil critique
En France, le site Allociné donne la note de 3,4⁄5, après avoir recensé et interprété 24 critiques de presse.
Selon Renaud Baronian du Parisien, « Souvent drôle, très décalé, tragique par moments et parfois – trop – violent, « Omar la Fraise » doit beaucoup aux prestations de ses deux comédiens principaux, bien épaulés par Meriem Amiar qui campe formidablement une Samia dure à cuire. Reda Kateb, formidable en bandit paumé dans le pays de ses origines, touche au cœur dans sa façon de courir après ses larcins, ses regrets… son destin. Et Benoît Magimel nous gratifie d’une nouvelle prestation énorme, libre et décomplexée, formidable tonton flingueur capable de s’adapter à toutes les situations, de faire du premier venu son ami ».

### Box-office
Pour son premier jour d'exploitation en France, Omar la fraise a réalisé 21 155 entrées, pour un total de 1 462 séances proposées, soit une moyenne par séance de 14 spectateurs. Le film se positionne en troisième place du box-office des nouveautés pour sa journée de démarrage, derrière L'Amour et les Forêts (30 220) et devant Les Chevaliers du zodiaque (5 281).
Au bout d’une première semaine d’exploitation dans les salles françaises, le long-métrage totalise 140 144 entrées, pour une cinquième place au box-office hebdomadaire, derrière Jeanne du Barry (156 279) et devant Super Mario Bros. le film (106 524).
| Pays ou région | Box-office      | Date d'arrêt du box-office | Nombre de semaines |
| -------------- | --------------- | -------------------------- | ------------------ |
| France         | 289 345 entrées | 1er août 2023              | 10                 |
| Total mondial  | 2 189 219 $     | -                          | -                  |

## Distinction
- Festival de Cannes 2023 : séances de minuit